# Opossum-souris élégant
Espèce
Statut de conservation UICN

 LC  : Préoccupation mineure
L’Opossum-souris élégant (Thylamys elegans) est une espèce de marsupiaux du genre Thylamys. Cet opossum endémique du Chili s'adapte à un grand nombre d'habitat, mais est un habitant typique du chaparral.

## Écologie et répartition

Aire de répartition de l'Opossum-souris élégant.

L'Opossum-souris élégant est une espèce commune de l'Ouest des Andes dans le Chili central. Cet opossum se trouve dans une grande variété d'habitats, bien qu'il soit typique des biotopes de type chaparral. Il s'adapte aux forêts de nuage comme aux zones broussailleuses. L'espèce est présente du niveau de la mer jusqu'à 2 500 mètres d'altitude. 
L'Opossum-souris élégant peut être terrestre comme arboricole et son activité est plutôt crépusculaire. Il se nourrit d'insectes et de petits vertébrés. Il est une proie pour de nombreux prédateurs, et notamment le Guigna, ou la Chouette effraie.